# Акушерские школы в России

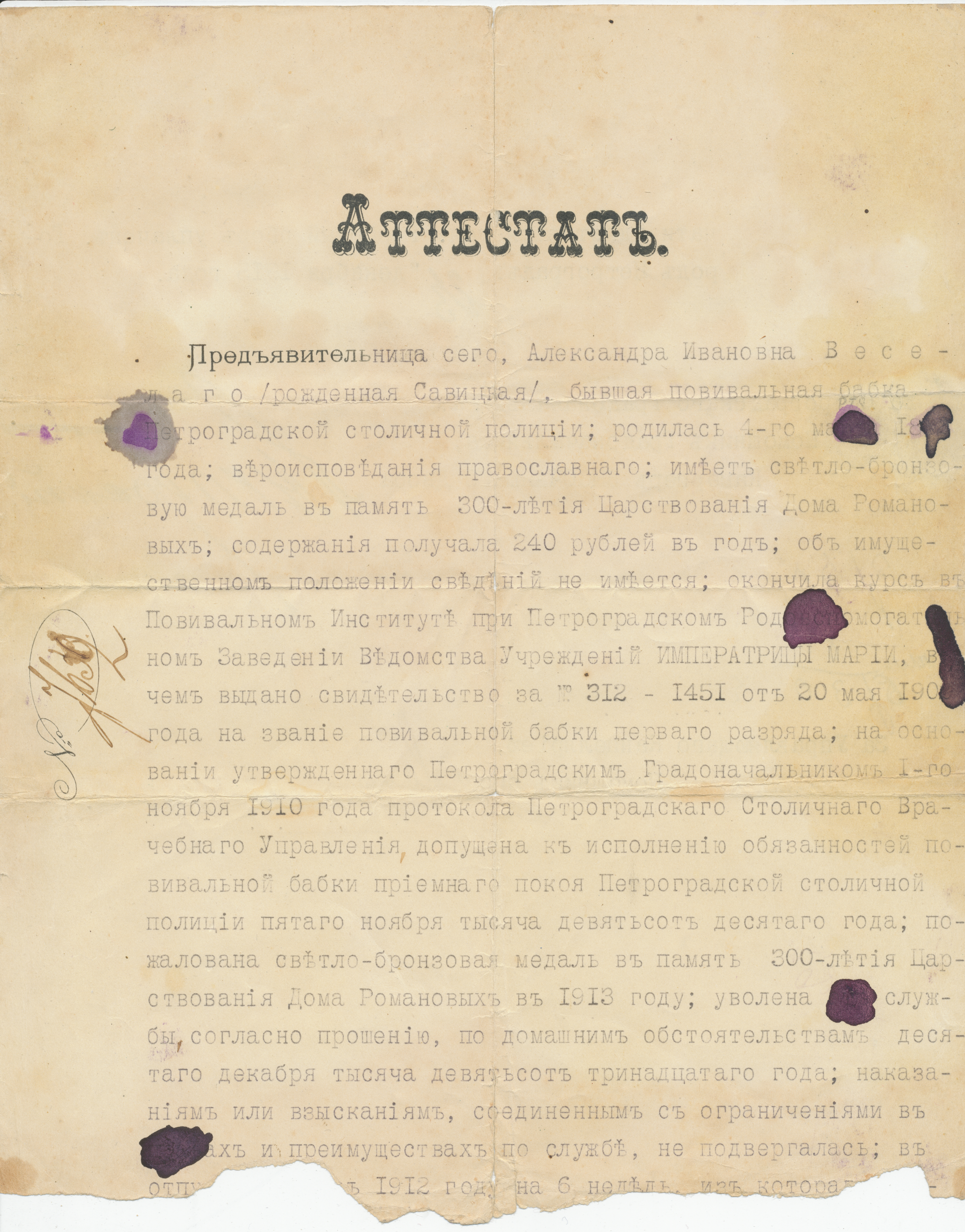
Аттестат бывшей повивальной бабки, 1915 год

Акуше́рские шко́лы в России — российские школы для обучения акушерству.

## История

### XVIII век
В России начало акушерским школам — женским учебным заведениям, имевшим целью образование теоретически и практически подготовленных акушерок, повивальных бабок и так называемых сельских повитух — было положено в 1754 году, когда по проекту видного деятеля по медицинской организации России, Павла Кондоиди, Сенат приказал учредить и организовать школы для «бабичьего дела» в Москве и Петербурге. В означенные школы назначались для преподавания повивального искусства профессор с помощником, а обучение происходило на русском и немецком языках.

### XIX век
С начала XIX века число русских акушерских школ всё более и более возрастало, и к началу XX столетия их числилось более 35, содержимых на средства различных ведомств, учреждений и даже благотворительных обществ. Школы для акушерок имели различные программы и уставы и носли различные названия:
- повивальные институты, числом 4 (2 в Петербурге, по одному в Москве и Тифлисе, ныне Тбилиси),
- повивальные школы (обе в Петербурге),
- школы сельских повивальных бабок (по одной в Петербурге, Москве и Тифлисе).

Кроме того имелись школы при акушерских клиниках университетских городов и при родильных отделениях городских больниц в городах Астрахани, Варшаве, Вильно (ныне Вильнюс), Вологде, Воронеже, Вятке (ныне Киров, Гродно, Каменец-Подольске (ныне Каменец-Подольский), Кишинёве, Митаве (ныне Елгава), Могилёве, Пензе, Самаре, Саратове, Симбирске (ныне Ульяновск), Тамбове, Томске, Туле, Харькове, Херсоне, Чернигове и Чите (так называемые центральные, местные и земские школы).

### Преподавание
В столичных (Москва и Санкт-Петербург) и Тифлисском (ныне Тбилиси) повивальных институтах преподавались:
- необходимые понятия об анатомическом строении и физиологических отправлениях женского тела,
- учение о постукивании и выслушивании в применении к акушерству,
- теоретическое и практическое акушерство,
- болезни новорожденных,
- гинекологическое исследование, распознавание болезней, уход за больными, производство малых гинекологических операций, кровопускание и оспопрививание,
- учение о повязках и врачебных средствах, употребляемых в акушерской практике,
- практическое обучение у постели беременных, рожениц, родильниц, новорожденных младенцев и больных женщин.

В центральных и местных повивальных школах в губерниях, где не было земских учреждений, преподавание ограничивалось законом Божьим, русским языком, арифметикой и курсом теоретического и практического родовспомогательного искусства.
В земских повивальных школах, согласно нормальному уставу, курс преподавания включал анатомию и физиологию женской половой сферы и курс акушерства, хотя по желанию преподавателей и с разрешения Медицинского совета учебные планы могли быть расширены введением преподавания латинского языка, сведений из геометрии, курсов физики, общей патологии, фармакологии с рецептурой, гигиены и учения о сифилисе.